# Portamines

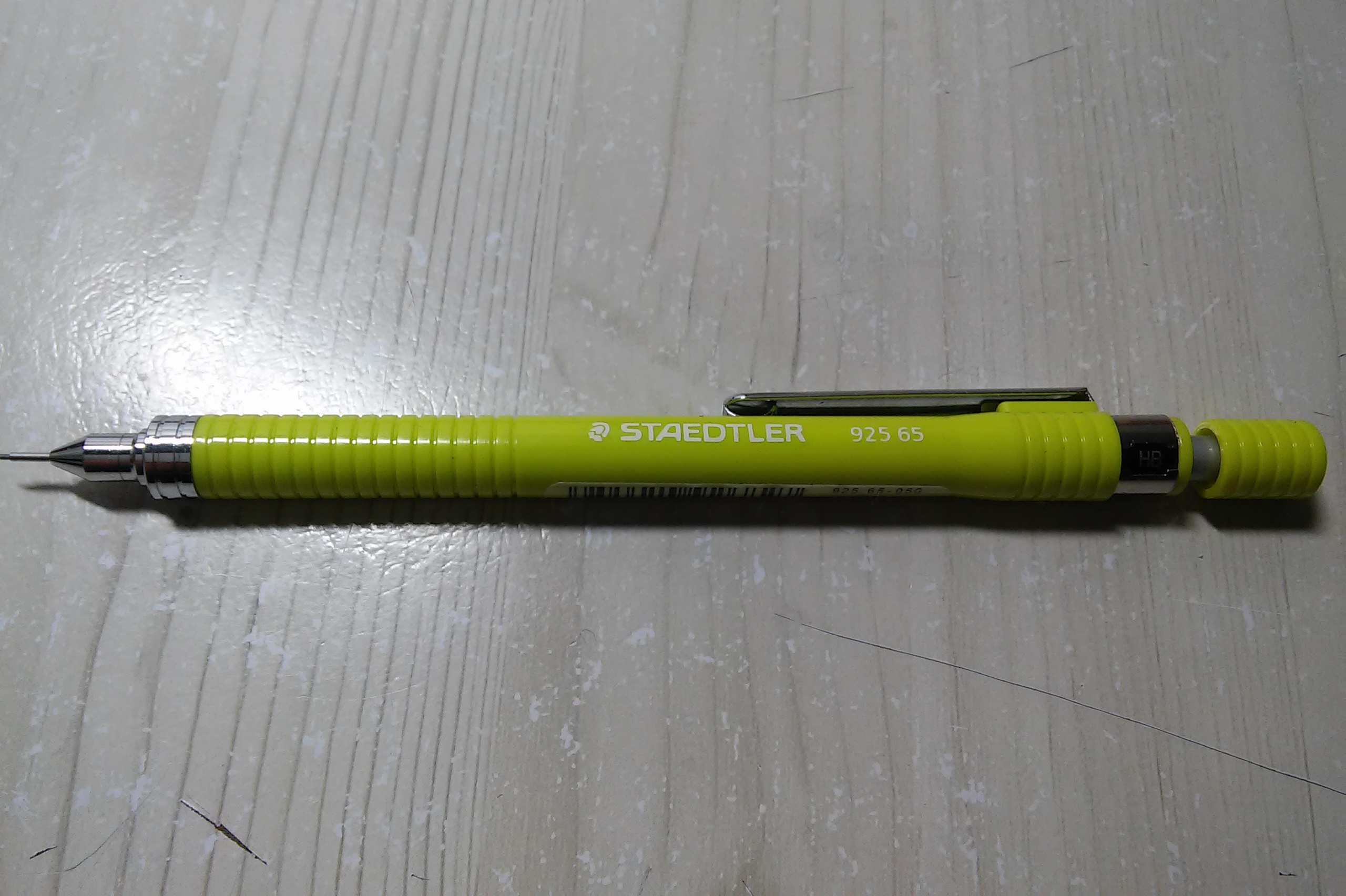
STAEDTLER 925 65

Un portamines o llapis automàtic és un tipus de llapis en el qual la "mina" (una vara prima de grafit) és impulsada mecànicament a través d'un orifici del seu extrem, en lloc de com es fa en els llapis tradicionals, en què es talla la fusta que constitueix el llapis, generalment per mitjà d'una maquineta, per descobrir-ne la mina i fer-li punta.
La majoria dels portamines poden ser recarregats amb mines noves, encara que alguns models de baix cost són d'un sol ús. Els portamines s'utilitzen per la seva precisió i pel fet que mai se'ls engrosseix la punta.
Hi ha diversos tipus de portamines, entre ells els de "cartutx", que consisteixen bàsicament en un cos plàstic que conté un cartutx on s'allotja una mina de grafit de 2,5-4,5 mm de llarg (vegeu imatge).

## Història
El primer fou patentat a Gran Bretanya el 1822 per Sampson Mordan i Gabriel Riddley, i duia la marca SMGR. Mordan va continuar fabricant llapis, entre altres coses, fins que, en el curs de la Segona Guerra Mundial, la seva fàbrica va ser bombardejada.
Entre 1822 i 1873 es van registrar innombrables patents sobre variades millores en aquest tipus de llapis. El 1877 es van patentar els primers amb ressorts i el 1895 se'n va desenvolupar un, en el qual es girava la tapa per treure'n la mina. La de 0,9 mm es va introduir l'any 1938, i ràpidament li van seguir les de 0,7 mm, 0,5 mm i 0,3 mm.
El portamines va tenir èxit al Japó a partir del 1915, quan l'empresari Tokuji Hayakawa, amb coneixements sobre metalls i metal·lúrgia, va desenvolupar el prototip del llapis automàtic Ever-Sharp Pencil (llapis amb punta eterna), que consistia en un dispositiu original per empènyer la mina i inserir-la en un eix metàl·lic. El 1920, després d'introduir-li petites millores, el va patentar i comercialitzar amb la denominació de 'llapis mecànic'. Aquest producte marcà el veritable origen de l'empresa multinacional Sharp Corporation.

## Mode d'ús
El portamines s'ha de col·locar amb la punta dirigida al terra, després s'ha de llevar la tapa de dalt i la goma (si en té, en cas del portamines escolar) i ficar la mina per l'orifici de dalt, ja que si s'introdueix per la punta es pot espatllar.

## Fabricants

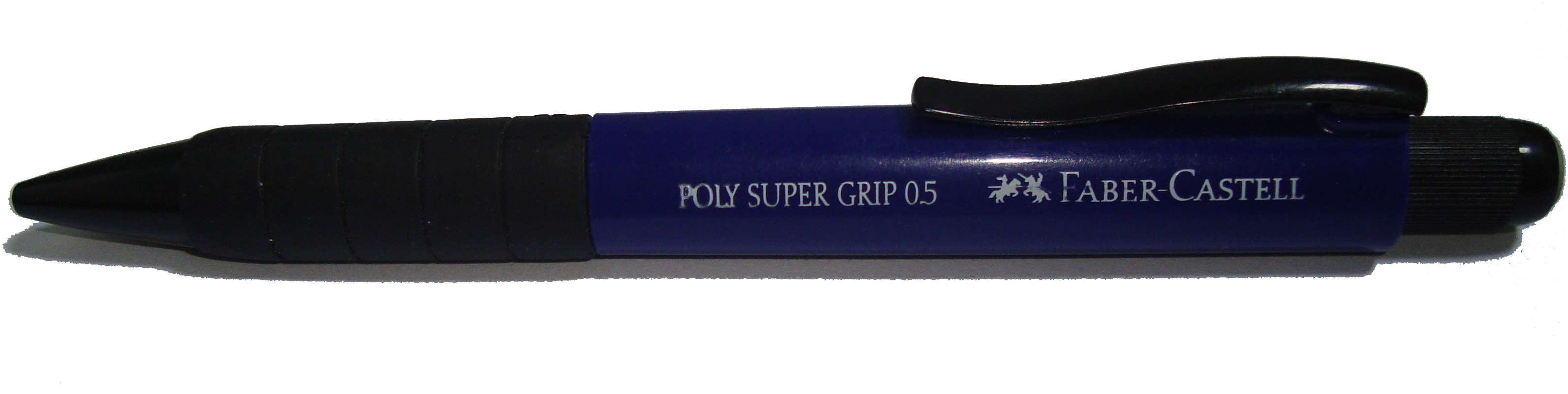
Un portamines de Faber-Castell.

- Parker Pen Company
- Bic
- Caran d'Ache
- Faber-Castell
- Koh-I-Noor
- Lamy
- Paper Mate
- Pentel
- Rotring
- Staedtler
- Zebra
- Pilot Pen Corporation